# Jipsin

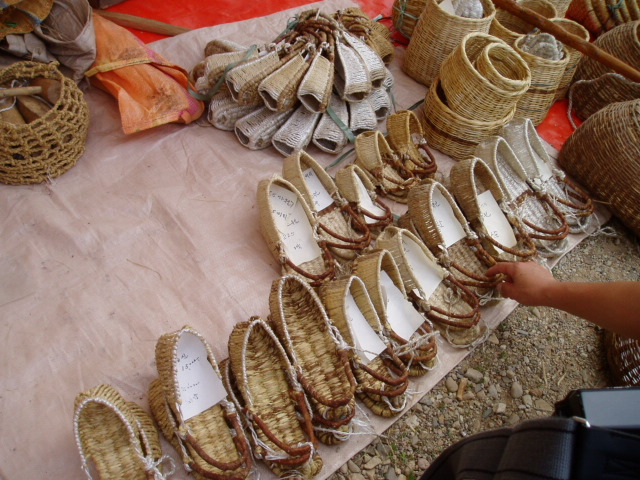
Sandalias jipsin de paja.

Se denominan jipsin a ciertas sandalias tradicionales de Corea hechas de paja. Los coreanos han usado sandalias de paja desde la antigüedad. Se clasifican como yi (이, 履), zapatos de baja altura, y el nombre específico puede variar de acuerdo a los materiales, como samsin, wanggolsin, cheongol jisin, y budeulsin. En el período Joseon, las jipsin fueron usadas principalmente por los plebeyos, los trabajadores de la agricultura, y los académicos durante sus salidas. El estilo jipsin actual se remonta a la época Joseon.